# Ácido glutámico
El ácido glutámico (Glu o E) es uno de los veinte aminoácidos que forman las proteínas. Pertenece al grupo de los llamados aminoácidos ácidos, o con carga negativa a pH fisiológico. El ácido glutámico es crítico para la función celular pero no es un nutriente esencial, porque el ser humano puede sintetizarlo a partir de otros compuestos. Posee un importante papel como neurotransmisor, mediante la estimulación de receptores específicos. 

## Características
El ácido glutámico existe en tres formas ópticamente isoméricas y se encuentra generalmente como la forma L-dextrorotatoria tanto libre como combinada en glutamina y muchas proteínas en plantas y animales, que generalmente se obtiene mediante hidrólisis de gluten o de las aguas residuales de la fabricación de azúcar de remolacha o por fermentación.
Pertenece al grupo de los llamados aminoácidos ácidos, o con carga negativa a pH fisiológico, debido a que presenta un segundo grupo carboxilo en su cadena secundaria. Sus pK son 1.9, 3.1, 10.5 para sus grupos alfa-carboxilo, gamma-carboxilo y alfa-amino.
Es el neurotransmisor excitatorio por excelencia de la corteza cerebral humana. Su papel como neurotransmisor está mediado por la estimulación de receptores específicos, denominados receptores de glutamato, que se clasifican en: ionotrópicos (canales iónicos) y receptores metabotrópicos (de siete dominios transmembrana y acoplados a proteínas G) de ácido glutámico.
Todas las neuronas contienen glutamato, pero solo unas pocas lo usan como neurotransmisor. Es potencialmente excitotóxico, por lo que existe una compleja maquinaria para que los niveles de esta sustancia estén siempre regulados.
Desempeña un papel central en relación con los procesos de transaminación y en la síntesis de distintos aminoácidos que necesitan la formación previa de este ácido, como es el caso de la prolina, hidroxiprolina, ornitina y arginina. Se acumula en proporciones considerables en el cerebro (100-150 mg/100 g de tejido fresco). 
Uno de los aminoácidos más activos metabólicamente.
El ácido glutámico es uno de los aminoácidos más abundantes del organismo y un comodín para el intercambio de energía entre los tejidos. Se considera un aminoácido no esencial porque se puede sintetizar en muchos tejidos, teniendo un papel fundamental en el mantenimiento y el crecimiento celular. 
Es un sustrato para la síntesis de proteínas y un precursor del metabolismo anabólico en el músculo mientras que regula el equilibrio ácido/básico en el riñón y la producción de urea en el hígado. También interviene en el transporte de nitrógeno entre los diferentes órganos.
Las células de la mucosa intestinal son voraces consumidoras de este aminoácido al igual que lo requieren como fuente de energía las células del sistema inmunitario. Finalmente, el ácido glutámico es un precursor para la síntesis de un metabolito con alto potencial antioxidante como es la producción del glutatión.
Varios estudios han demostrado que el estómago, intestino, páncreas y bazo consumen un 95 % del ácido glutámico ingerido en la dieta, con lo que es importante tomar una dieta rica en proteínas para no alterar el equilibrio de aminoácidos con acceso al resto del organismo después de este paso inicial de nutrientes por el aparato digestivo.
En su forma libre produce un sabor específico y peculiar que se conoce con el nombre de umami. 
Igual que es un aminoácido clave en nuestro organismo, lo es también para otros seres vivos, animales como vegetales, con lo que hay muchos alimentos ricos en ácido glutámico que al combinarlos con una dieta sana y equilibrada producen un sabor agradable.
En la industria alimentaria, se utiliza como potenciador del sabor en sazones y condimentos (E621, glutamato monosódico).
Además de esto, el glutamato podría intervenir en la liberación de las GnRH (hormona liberadora de la gonadotropina) fundamental para el dimorfismo cerebral y corporal. Efectivamente, un descenso de GABA, junto con un aumento de glutamato coincide con un aumento en la liberación de GnRH. Del mismo modo, se sabe que cuando comienza la pubertad aumenta la glutaminasa, enzima encargada de la síntesis de glutamato, que a su vez dinamiza o controla la pulsatilidad de la GnRH a través de receptores NMDA.
Un estudio realizado en la Universidad Estatal de Míchigan encontró que una inflamación en el cerebro puede producir altos niveles de glutamato lo cual a su vez puede producir pensamientos suicidas en la persona afectada.

## Historia
A pesar de que se encuentra naturalmente en muchos alimentos, las contribuciones al sabor hechas por el ácido glutámico y otros aminoácidos se identificaron científicamente sólo a principios del siglo XX. Esta sustancia fue descubierta e identificada en el año 1866, por el químico alemán Karl Heinrich Ritthausen que trató gluten de trigo (por el que fue nombrado) con ácido sulfúrico. En 1908 el investigador japonés Kikunae Ikeda de la Universidad Imperial de Tokio identificó los cristales de color pardo dejados después de la evaporación de una gran cantidad de caldo de kombu como ácido glutámico. Estos cristales, cuando se probaron, reproducían el sabor difícil de describir, pero innegable que se detecta en muchos alimentos, sobre todo en las algas marinas. El profesor Ikeda denominó a este sabor umami. Posteriormente diseñó y patentó un método para producir a gran escala el ácido glutámico en forma de una sal cristalina, el glutamato monosódico.